# 4月10日
4月10日是公历一年中的第100天（闰年第101天），离全年的结束还有265天。

## 大事记

### 19世紀以前
- 258年：司馬昭率領的曹魏軍隊攻陷壽春，諸葛誕被殺，叛亂被平定。
- 1356年：朱元璋占领南京。
- 1741年：普魯士王國國王腓特烈二世的軍隊在莫爾維茨會戰中擊敗哈布斯堡君主國軍隊。

### 19世紀
- 1809年：拿破崙戰爭：第五次反法同盟始於奧地利入侵巴伐利亞，巴伐利亞當時是法國的從屬國。
- 1815年：荷屬東印度松巴哇島的坦博拉火山發生大規模火山噴發，引發「無夏之年」現象。
- 1840年：英國議會就對華戰爭的問題進行辯論。
- 1872年：朱利葉斯·斯特林·莫頓於內布拉斯加州創辦美國首個及全球首次現代意義上的植樹節。

### 20世紀
- 1912年：英國白星航運皇家郵輪鐵達尼號離開南安普敦展開首航，預定目的地為美國紐約。
- 1925年：美国作家弗朗西斯·斯科特·菲茨杰拉德的小说在纽约出版发行。
- 1930年：台灣嘉南大圳通水啟用。
- 1946年：日本進行戰後第一次國會選舉。
- 1946年：远东国际军事法庭開始在东京审判日本战犯。
- 1946年：阿拉伯聯盟在開羅舉行會議。
- 1956年：山东足球历史上第一支专业足球队 - 山东省体育训练班足球队成立。
- 1959年：日本皇太子明仁亲王与正田美智子正式结婚，成为第一位迎娶平民的日本皇太子。
- 1963年：美國核潛艇長尾鯊號核動力攻擊型潛艇在鱈魚角附近海域沉沒，艦上129人全數死亡。
- 1970年：英國搖滾音樂家保羅·麥卡尼因為和成員有嚴重的經濟糾紛，宣布退出披頭四樂團。
- 1971年：美国乒乓球队受到中国的邀请抵达北京访问，乒乓外交开始。
- 1972年：美蘇簽訂《禁止生物武器公約》。
- 1985年：《中英聯合聲明》獲中華人民共和國第六屆全國人民代表大會第三次會議通過批准，同日，會議又通過成立香港基本法起草委員會。
- 1990年：香港華懋集團創辦人王德輝第二次被綁架，其後失蹤，1999年被裁定在法律上「死亡」。
- 1998年：爱尔兰和英国在贝尔法斯特签署《贝尔法斯特协议》，推动北爱尔兰的和平进程。

### 21世紀
- 2010年：波蘭總統專機在俄羅斯斯摩倫斯克降落時墜毀，造成機上96人遇难。
- 2011年：2011年北京守望教會戶外敬拜事件：北京守望家庭教會因政府限制其聚會場所，開始戶外敬拜，上百位參加戶外敬拜的信徒被警察抓捕，強迫寫保證書，放棄戶外敬拜。[1]
- 2012年：薄熙來王立軍事件：中共中央發佈對薄熙來的處理決定，司法機關對其妻薄谷開來涉嫌故意殺人案進行複查。
- 2012年：微軟終止對Windows Vista的主流支援。
- 2017年：港鐵東涌線和觀塘線先後發生故障，其中觀塘線於傍晚下班繁忙時間發生電力故障，列車服務受阻逾兩小時，其中一輛列車停留管道近一小時後，車長才打開車頭緊急逃生門疏散乘客，至少8人不適送院，[2]港鐵需為今次延誤事故罰款300萬元。[3]
- 2019年：事件視界望遠鏡計畫科學家召開記者會，發布人類史上首張直接對黑洞觀測的天文影像。
- 2024年：中共中央總書記習近平與中華民國前總統、中國國民黨前主席馬英九在北京人民大會堂舉行兩人第二次會面。
- 2025年：大韓民國與敘利亞建立外交關係，朝鮮民主主義人民共和國成為唯一未與大韓民國建交的聯合國會員國。

## 出生
- 401年：狄奧多西二世，東羅馬帝國皇帝。（450年逝世）
- 1480年：菲利貝托二世，薩伏依公爵。（1504年逝世）
- 1583年：胡果·格老秀斯，荷蘭哲學家。（1645年逝世）
- 1755年：薩穆埃爾·哈內曼，德國醫生。（1843年逝世）
- 1769年：，法國軍人、政治人物，法國元帥。（1809年逝世）
- 1794年：馬修·培理，美國海軍將領，因率領黑船打開鎖國時期的日本國門而聞名於世。（1858年逝世）
- 1827年：盧·華萊士，美國聯邦軍將軍、作家。（1905年逝世）
- 1847年：約瑟夫·普利茲，美籍匈牙利報業大亨。（1911年逝世）
- 1868年：喬治·亞利斯，第一個贏得奧斯卡最佳男主角獎的英國演員。（1946年逝世）
- 1882年：弗朗西絲·珀金斯，美國政治家，美國第一位女性內閣。（1965年逝世）
- 1908年：郭雪湖，台灣畫家。（2012年逝世）
- 1913年：司徒惠，香港工程師、建築師。（1991年逝世）
- 1917年：，美國化學家，1965年諾貝爾化學獎得主。（1979年逝世）
- 1922年：小約瑟夫·霍奇斯，美國統計學家。（2000年逝世）
- 1927年：張厚粲，中國心理學家。（2022年逝世）
- 1929年：麥斯·馮·西度，瑞典裔法國男演員。（2020年逝世）
- 1932年：奧瑪·雪瑞夫，埃及演員。（2015年逝世）
- 1939年：水島新司，日本漫畫家。（2022年逝世）
- 1939年：劉洵，香港男演員。
- 1949年：李璇，台灣女演員。
- 1950年：和田現子，韓裔日本女歌手、藝人、主持、演員、企業家。
- 1951年：史蒂芬·席格，美國演員。
- 1952年：格里高利·亞夫林斯基，俄羅斯經濟學家、政治人物。
- 1969年：完顏慧德，中國心理諮詢師、網路紅人。
- 1970年：颜恝，中國女演員。
- 1972年：趙文卓，中國男演員。
- 1973年：吉绕姆·科奈特，法國演員、導演。
- 1973年：，巴西退役足球運動員。
- 1975年：葉山豪，日本籍香港演員。
- 1975年：大衛·哈伯，美國男演員。
- 1976年：杜詩梅，台灣女演員。
- 1976年：金善映，韓國女演員。
- 1978年：MC HotDog，台灣男歌手。
- 1979年：堂本剛，日本男藝人。
- 1980年：查理·亨南，英國男演員。
- 1981年：黃志瑋，台灣男演員。
- 1981年：米高·彼特，美國男演員。
- 1983年：余苑綺，台灣演員、歌手。（2022年逝世）
- 1983年：鄭智麟，韓裔美國女演員。
- 1984年：笠間淳，日本男性聲優。
- 1984年：金刃憲人，日本職業棒球運動員。
- 1984年：林素英，韓國女演員。
- 1984年：，美國女歌手、演員。
- 1985年：王濛，中國女子短道速滑運動員。
- 1985年：巴克哈德·阿卜迪，索馬里裔美國男演員。
- 1986年：鄭恩宇，韓國男演員。
- 1986年：申賢彬，韓國女演員。
- 1986年：艾伊莎·塔基亞，印度女演員。
- 1987年：張榕容，台灣女演員。
- 1987年：何泓姗，中國女演員。
- 1987年：鍾蕙芝，香港少女模特兒。
- 1987年：水卜麻美，日本女性播報員。
- 1987年：海莉·薇思特拉，紐西蘭跨界女高音、歌曲作家。
- 1988年：哈利·喬·奧斯蒙，美國男演員。
- 1988年：楊明綸，香港騎師。
- 1989年：華千涵，台灣女演員。
- 1989年：婉娜拉·宋提查，泰國女演員。
- 1990年：阿悄，中國女歌手。
- 1990年：亞歷克斯·帕蒂弗，英國演員。
- 1990年：瑪倫·莫里斯，美國女歌手、詞曲作家、音樂製作人。
- 1991年：AJ·蜜雪卡，美國女演員。
- 1992年：黛西·蕾德莉，英國女演員。
- 1992年：沙迪奧·文尼，塞內加爾足球運動員。
- 1993年：陳泇彤，馬來西亞Youtuber、電台主持人。
- 1993年：井上尚彌，日本職業拳擊運動員。
- 1993年：索菲婭·卡森，美國女演員、歌手。
- 1995年：千春，日本女性聲優。
- 1996年：黑澤朋世，日本女性聲優。
- 2000年：溫慶運，中華人民共和國死刑犯，广州天河驾车撞人事件肇事犯人。（2024年逝世）
- 生年不詳：玉井勇輝，日本男性聲優。
- 生年不詳：倉持若菜，日本女性聲優。

## 逝世
- 258年：諸葛誕，中國三國時代曹魏後期重要將領。
- 879年：路易二世，西法蘭克國王。（846年出生）
- 1216年：埃里克十世，瑞典國王。（1180年出生）
- 1347年：奥卡姆的威廉，英國邏輯學家。（約1287年出生）
- 1533年：弗雷德里克一世，丹麥國王和挪威國王。（1471年出生）
- 1585年：教宗額我略十三世，羅馬主教。（1502年出生）
- 1599年：嘉百麗·戴斯特雷，法國國王亨利四世的情婦。（1573年出生）
- 1813年：约瑟夫·拉格朗日，法国数学家、天文学家。（1736年出生）
- 1904年：伊莎貝拉二世，西班牙女王。（1830年出生）
- 1906年：喬治·加邦，1905年俄國革命領袖。（1870年出生）
- 1911年：萨姆·劳埃德，美國智力遊戲設計師、趣味數學家。（1841年出生）
- 1975年：沃克·埃文斯，美國攝影師、攝影記者。（1903年出生）
- 1993年：克里斯·哈（英语：Chris Hani），南非共產黨总书记、非洲人國民大會军事组织“民族之矛”前参谋长。（1942年出生）
- 1995年：陈云，中国政治人物，中国共产党第一和第二代中央領導集體重要成員之一。（1905年出生）
- 1995年：費舍爾·安妮，匈牙利鋼琴家。（1914年出生）
- 1997年：馬丁·史瓦西，德裔美國天文學家、物理學家。（1912年出生）
- 2001年：諾拉·愛丁頓（英语：Nora Eddington），美國女演員。（1924年出生）
- 2002年：百武裕司，日本業餘天文學家。（1950年出生）
- 2005年：陈逸飞，中国油画家、视觉艺术家、电影导演。（1946年出生）
- 2010年：萊赫·卡欽斯基，波蘭政治人物，前任波蘭總統。（1949年出生）
- 2013年：羅伯特·G·愛德華茲，英國生理學家，因開發體外人工受精技術的成就被授予2010年諾貝爾生理學或醫學獎[4]。（1925年出生）
- 2015年：溥任，中國末代皇帝宣統帝溥儀的四弟。（1918年出生）
- 2020年：大林宣彥，日本電影導演。（1938年出生）
- 2024年：大衛·古德斯坦，美國物理學家、教育家。（1939年出生）
- 2024年：O·J·辛普森，美國職業美式足球運動員、演員。（1947年出生）
- 2025年：郭愛克，中國神經科學家、生物物理學家。（1940年出生）
- 2025年：萊奧·本哈克，荷蘭足球教練。（1942年出生）

## 节假日和习俗
- 兄弟姐妹節（英语：Siblings Day）
- 冰島：工程師節
- 美国內布拉斯加州：植樹節